# Marian Malinowski (włókiennik)
Marian Malinowski (ur. 15 sierpnia 1921 w Mińsku Litewskim, zm. 7 czerwca 2008) – polski mechanik, włókiennik, inżynier, naukowiec, profesor nauk technicznych, wykładowca akademicki, członek Stowarzyszenia Włókienników Polskich.

## Życiorys
Urodził się 15 sierpnia 1921 roku w Mińsku Litewskim. Syn Bronisława i Marii. Studiował w latach 1939-1941 na Wydziale Mechanicznym Politechniki Lwowskiej, a następnie od roku 1945 na Wydziale Mechanicznym Politechniki Łódzkiej, otrzymując w 1948 roku dyplom magistra inżyniera na specjalizacji konstruktora maszyn włókienniczych. Uzyskał stopnie naukowe na Wydziale Włókienniczym Politechniki Łódzkiej: doktora nauk technicznych w 1958 roku i doktora habilitowanego w 1961 roku. Tytuły naukowe profesora nadzwyczajnego i profesora zwyczajnego uzyskał w latach 1971 i 1990. Rozpoczął pracę na Politechnice Łódzkiej na Wydziale Włókienniczym w 1947 roku na stanowisku młodszego asystenta w organizującej się Katedrze Włókiennictwa (przemianowanej później na Katedrę Przędzalnictwa Włókien Łykowych). W latach 1962–1966 był Kierownikiem Katedry Przędzalnictwa Włókien Łykowych, a w latach 1968-1970 prowadził Katedrę Przędzalnictwa. Od 1970 do 1991 roku był zastępcą dyrektora ds. naukowych w Instytucie Mechanicznej Technologii Włókna. W latach 1962–1964 był prodziekanem, a w latach 1964-1966 dziekanem Wydziału Włókienniczego.
Jego działalność naukowa dotyczyła głównie analizy obróbki i formowania strumienia włókien w procesach zgrzeblenia i przędzenia bezwrzecionowego. Opracował podstawy teoretyczne oraz przeprowadził badania nad optymalizacją tych procesów. Wymieniona tematyka była również realizowana w 9 pracach doktorskich, których był promotorem. Wyniki badań stanowiły podstawę dla 14 uzyskanych patentów. W latach 1972–1974 zorganizował i kierował pierwszym studium podyplomowym z technologii przędzalnictwa. W tym samym czasie współorganizował i był wykładowcą pierwszego studium doktoranckiego z mechanicznej technologii włókna. Ponadto wykładał na różnych kursach organizowanych przez SWP oraz na kursie UNIDO dla inżynierów z krajów rozwijających się. Autor podręcznika akademickiego „Przędzalnictwo lnu”, skryptu "Teoria przędzalnictwa", współautorem podręcznika akademickiego „Technologia przędzy i włóknin”, "Poradnika włókiennika", „Poradnika inżyniera. Włókiennictwo” oraz czterech skryptów dla studentów PŁ. Był autorem ponad 100 publikacji i referatów.  Zmarł 7 czerwca 2008 roku.
Poza Politechniką Łódzką Malinowski był przewodniczącym lub członkiem 7 rad naukowych instytutów i Centralnych Ośrodków Badawczo-Rozwojowych przemysłu włókienniczego i przemysłu maszyn włókienniczych. Był głównym projektantem przędzalń w Biurze Projektowania Zakładów Włókienniczych (1949-1955), przewodniczącym Komisji Biura Znaku Jakości Włókienniczych (1968-1980). W okresie 25-letniej działalności społecznej w Stowarzyszeniu Włókienników Polskich w latach 1962-1974 był członkiem Zarządu Głównego, a następnie przewodniczącym Głównej Komisji Postępu Technicznego i Głównej Komisji ds. Kongresów. W latach 1964–1967 był członkiem prezydium Zarządu Głównego i kierował przygotowaniami stowarzyszenia do 5. i 6. Kongresu Techników Polskich. Wielokrotnie odznaczany, m.in. Krzyżem Kawalerskim Orderu Odrodzenia Polski (1970).